# Универсалия
Универсалия (от лат. universalis — всеобщий), Универсалии (лат. universalia) — термин средневековой философии, обозначающий общие понятия.
Под «общими понятиями» в изначальных формулировках проблемы следует понимать, например, обобщающие классификационные группы, в которые объекты материального мира объединяются согласно своим сущностям, либо свойства, общие для нематериальных понятий, например такие как чётность чисел. Одна из формулировок гласит, что универсалии - это качества или отношения, обнаруживаемые в двух или более сущностях. Проблема универсалий восходит к философским идеям Платона и Аристотеля и является одной из главных тем схоластики, в особенности раннего её периода. Тема универсалий приходит в средневековую философию не напрямую из работ античных философов, но через комментарии к их трудам. В частности, через комментарии Порфирия к «Категориям» Аристотеля. В «Введении к Категориям» Порфирий написал, что не будет разрабатывать вопрос о реальном существовании родовых и видовых понятий, что он очень трудный и почти неразрешимый. Позднее Боэций перевёл на латынь и (дважды) откомментировал «Введение к Категориям» Порфирия, и тем самым ввёл проблему универсалий в средневековую философию. В споре об универсалиях (X—XIV веков), выясняющем онтологический статус общих понятий (то есть вопрос об их реальном, объективном существовании), определились три направления: реализм, номинализм и концептуализм.

## Реализм
С точки зрения реализма существует только общее; предмет науки есть общее в предметах, которые различаются не по существу, а лишь по своим акциденциям, случайным признакам. Познать общее — значит познать всё. Крайние реалисты склонялись к учению об идеях Платона, — общее есть идея, идеи существуют до вещей (ante rem) и вне их. Реалисты с более умеренными взглядами склонялись к учению Аристотеля об общих родах и считали, что общее существует лишь в вещах (in re), но не вне их. Иоанн Скот Эриугена, Ансельм Кентерберийский полагали, что универсалии существуют реально и независимо от сознания (universalia sunt realia).

### Умеренный реализм
Фома Аквинский в споре об универсалиях пошёл по стопам своего учителя Альберта Великого, избрав средний путь умеренного реализма, которому учил Аристотель. Он признаёт, что общее не имеет отдельного бытия, что «общих сущностей» нет и что индивидуальные отличия предметов и составляют их природу;
общее существует в предметах и разум извлекает его из них;
однако в ином смысле Фома Аквинский не отвергает общее, поскольку идеи могут быть рассматриваемы как мысли Божества и деятельность их опосредствованно проявляется в предметном мире.
Таким образом, Фома Аквинский признаёт троякого рода универсалии: ante res (до вещей) — поскольку они суть мысли Бога, in rebus (в вещах) — поскольку они составляют общую сущность вещей, и post res (после вещей) — поскольку ум человека извлекает их из предметов и образовывает понятия.
Учение Фомы Аквинского является эклектизмом, попыткой сочетать номинализм с реализмом признанием относительного значения каждого из них.

### Современный реализм
В XIX–XX вв. реализм снова становится актуальным в философском и теологическом дискурсе. В рамках католической теологии возникает неотомизм, в англо-американской философии — неореализм и критический реализм.

## Номинализм
Номинализм отрицает онтологическое значение универсалий (универсалии не обладают действительным существованием). В рамках номинализма они являются отвлечением, общее существует после вещей (post res). Крайний номинализм считает универсалии лишь словесным обозначением. Согласно Т. Гоббсу, универсалии есть имена, общие многим вещам. Иоанн Росцелин видел в универсалиях только слова (universale est vox), общие имена, доступные только разуму.

## Концептуализм
Концептуализм, по сути, является формой номинализма. Отрицая онтологическое значение универсалий и считая, что общее существует после вещей (post res), концептуализм, тем не менее, утверждает, что они существуют как мысленные предметы, идеальные сущности в разуме человека. Пьер Абеляр, Иоанн Солсберийский, Иоанн Дунс Скот истолковывали универсалии как результат объединения сходных признаков вещей в уме человека.
Фактически, проблема универсалий была связана с догматом Троицы. Если Бог един в трёх Лицах, то существует ли Он реально и в каком виде?
Католическая церковь в этом вопросе приняла умеренный реализм Фомы Аквинского, поскольку материя была частично оправдана христианством как одна из двух природ Иисуса Христа.